# Александрія (Луїзіана)
Александрія (англ. Alexandria) — місто (англ. city) в США, в окрузі Рапід штату Луїзіана. Населення — 45 275 осіб (2020).

## Географія
Александрія розташована за координатами 31°17′36″ пн. ш. 92°28′13″ зх. д. / 31.29333° пн. ш. 92.47028° зх. д. (31.293449, -92.470189).  За даними Бюро перепису населення США в 2010 році місто мало площу 75,36 км², з яких 73,58 км² — суходіл та 1,78 км² — водойми.

### Клімат
| Клімат : Александрія    | Клімат : Александрія | Клімат : Александрія | Клімат : Александрія | Клімат : Александрія | Клімат : Александрія | Клімат : Александрія | Клімат : Александрія | Клімат : Александрія | Клімат : Александрія | Клімат : Александрія | Клімат : Александрія | Клімат : Александрія | Клімат : Александрія |
| Показник                | Січ.                 | Лют.                 | Бер.                 | Квіт.                | Трав.                | Черв.                | Лип.                 | Серп.                | Вер.                 | Жовт.                | Лист.                | Груд.                | Рік                  |
| Абсолютний максимум, °C | 30,6                 | 31,1                 | 33,9                 | 36,7                 | 37,2                 | 41,1                 | 42,8                 | 42,2                 | 42,8                 | 36,7                 | 31,7                 | 29,4                 | 42,8                 |
| Середній максимум, °C   | 15,0                 | 17,1                 | 21,1                 | 25,2                 | 29,2                 | 32,3                 | 33,8                 | 34,1                 | 31,4                 | 26,4                 | 20,9                 | 15,9                 | 25,2                 |
| Середня температура, °C | 9,2                  | 11,2                 | 15,2                 | 19,1                 | 23,6                 | 27,1                 | 28,4                 | 28,4                 | 25,6                 | 20,0                 | 14,8                 | 10,1                 | 19,4                 |
| Середній мінімум, °C    | 3,4                  | 5,3                  | 9,2                  | 13,1                 | 18,0                 | 21,7                 | 23,1                 | 22,8                 | 19,7                 | 13,6                 | 8,6                  | 4,4                  | 13,6                 |
| Абсолютний мінімум, °C  | −15,6                | −16,1                | −5,6                 | −0,6                 | 3,3                  | 10,0                 | 13,9                 | 12,8                 | 4,4                  | −2,8                 | −6,7                 | −13,9                | −16,1                |
| Норма опадів, мм        | 138                  | 132                  | 135                  | 116                  | 120                  | 131                  | 112                  | 104                  | 100                  | 134                  | 157                  | 158                  | 1533                 |
| Днів з опадами          | 9,6                  | 8,6                  | 8,1                  | 6,1                  | 7,8                  | 9,6                  | 8,6                  | 8,3                  | 6,9                  | 7,1                  | 7,6                  | 9,3                  | 97,6                 |
| ----------------------- | -------------------- | -------------------- | -------------------- | -------------------- | -------------------- | -------------------- | -------------------- | -------------------- | -------------------- | -------------------- | -------------------- | -------------------- | -------------------- |
| Джерело: NOAA           |                      |                      |                      |                      |                      |                      |                      |                      |                      |                      |                      |                      |                      |

## Демографія
Згідно з переписом 2010 року, у місті мешкали 47 723 особи в 18 272 домогосподарствах у складі 11 724 родин. Густота населення становила 633 особи/км².  Було 20366 помешкань (270/км²).
Расовий склад населення:
| - 57,3 % — чорних або афроамериканців - 38,3 % — білих - 1,8 % — азіатів - 0,4 % — корінних американців |

До двох чи більше рас належало 1,6 %. Частка іспаномовних становила 1,8 % від усіх жителів.
За віковим діапазоном населення розподілялося таким чином: 26,6 % — особи молодші 18 років, 59,4 % — особи у віці 18—64 років, 14,0 % — особи у віці 65 років та старші. Медіана віку мешканця становила 36,0 року. На 100 осіб жіночої статі у місті припадало 88,5 чоловіків;  на 100 жінок у віці від 18 років та старших — 84,3 чоловіків також старших 18 років.
Середній дохід на одне домашнє господарство  становив 52 325 доларів США (медіана — 34 579), а середній дохід на одну сім'ю — 61 411 долар (медіана — 41 396). Медіана доходів становила 36 131 долар для чоловіків та 26 435 доларів для жінок. За межею бідності перебувало 25,8 % осіб, у тому числі 36,7 % дітей у віці до 18 років та 14,0 % осіб у віці 65 років та старших.
Цивільне працевлаштоване населення становило 17 967 осіб. Основні галузі зайнятості: освіта, охорона здоров'я та соціальна допомога — 34,4 %, роздрібна торгівля — 13,6 %, мистецтво, розваги та відпочинок — 9,8 %, науковці, спеціалісти, менеджери — 7,0 %.